# Mutazz Musa
Mutazz Musa, arab. ‏معتز موسى‎ (ur. w 1967) – sudański polityk, minister irygacji i elektryczności w latach 2013–2018, premier Sudanu od 10 września 2018 do 23 lutego 2019. 